# Макрозамия
Макроза́мия (лат. Macrozamia) — род голосеменных растений семейства Замиевые (Zamiaceae).
Более или менее пальмообразные, двудомные растения с обычно неразветвлённым стволом с несколькими или многими листьями. Листья перистые. Листья опушенные, по крайней мере, когда молодые. Молодые растения могут значительно отличаться от взрослых в деталях листьев. Семена от почти шарообразной до продолговатой или эллиптической формы, с красной или, реже жёлтой, оранжевой или коричневой мясистой внешней саркотестой.
М. dyeri (до 6,5 м в высоту и 100 см в диаметре) и М. moorei (до 8 м в высоту и 80 см в диаметре) являются самыми крупными видами этого рода.
Эндемики Австралии: Квинсленд, Новый Южный Уэльс, Северная Территория и Западная Австралия. Произрастают в субтропических и умеренно-тёплых районах, как правило, на бедных почвах в склерофитних сообществах.
Большинство частей растений являются токсичными. Различные виды являются причиной отравления скота. Семена ядовитые, но аборигены знают, как обращаться с ними, чтобы удалить яд, и таким образом воспользоваться преимуществами большого количества пищи, предоставленной одним растением.

## Виды
По информации базы данных The Plant List (на июль 2016) род включает 39 видов:
- Macrozamia cardiacensis P.I.Forst. & D.L.Jones
- Macrozamia communis L.A.S.Johnson — Макрозамия обыкновенная
- Macrozamia concinna D.L.Jones
- Macrozamia conferta D.L.Jones & P.I.Forst.
- Macrozamia cranei D.L.Jones & P.I.Forst.
- Macrozamia crassifolia P.I.Forst. & D.L.Jones
- Macrozamia diplomera (F.Muell.) L.A.S.Johnson
- Macrozamia douglasii W.Hill ex F.M.Bailey
- Macrozamia dyeri (F.Muell.) C.A.Gardner
- Macrozamia elegans K.D.Hill & D.L.Jones
- Macrozamia fawcettii C.Moore
- Macrozamia fearnsidei D.L.Jones
- Macrozamia flexuosa C.Moore
- Macrozamia fraseri Miq.
- Macrozamia glaucophylla D.L.Jones
- Macrozamia heteromera C.Moore
- Macrozamia humilis D.L.Jones
- Macrozamia johnsonii D.L.Jones & K.D.Hill
- Macrozamia lomandroides D.L.Jones
- Macrozamia longispina P.I.Forst. & D.L.Jones
- Macrozamia lucida L.A.S.Johnson
- Macrozamia macdonnellii (F.Muell. ex Miq.) A.DC.
- Macrozamia miquelii (F.Muell.) A.DC. — Макрозамия Микеля
- Macrozamia montana K.D.Hill
- Macrozamia moorei F.Muell.
- Macrozamia mountperriensis F.M.Bailey
- Macrozamia occidua D.L.Jones & P.I.Forst.
- Macrozamia parcifolia P.I.Forst. & D.L.Jones
- Macrozamia pauli-guilielmi W.Hill & F.Muell.
- Macrozamia platyrhachis F.M.Bailey
- Macrozamia plurinervia (L.A.S.Johnson) D.L.Jones
- Macrozamia polymorpha D.L.Jones
- Macrozamia reducta K.D.Hill & D.L.Jones
- Macrozamia riedlei (Gaudich.) C.A.Gardner
- Macrozamia secunda C.Moore
- Macrozamia serpentina D.L.Jones & P.I.Forst.
- Macrozamia spiralis (Salisb.) Miq. — Макрозамия спиральная
- Macrozamia stenomera L.A.S.Johnson
- Macrozamia viridis D.L.Jones & P.I.Forst.